# Magione (Castel San Pietro Terme)
Magione è una frazione di Castel San Pietro Terme, nella città metropolitana di Bologna. Dista circa due chilometri dal capoluogo comunale.

## Luoghi d'interesse
A Magione si trova la dimora rurale del Borgovecchio, risalente alla seconda metà del Cinquecento. La dimora rappresenta l'anello di congiunzione tra la casa medievale a due falde, quella cinquecentesca a tre falde e quella "a dado" a quattro falde.

## Infrastrutture e trasporti
Magione è attraversata dalla Strada Statale 9 Via Emilia, che la collega al capoluogo Castel San Pietro e a Bologna.
Il trasporto pubblico è garantito da TPER per mezzo di autobus extraurbani (linee 101 e 136) e suburbane (94 e 114).